# Leipersloh

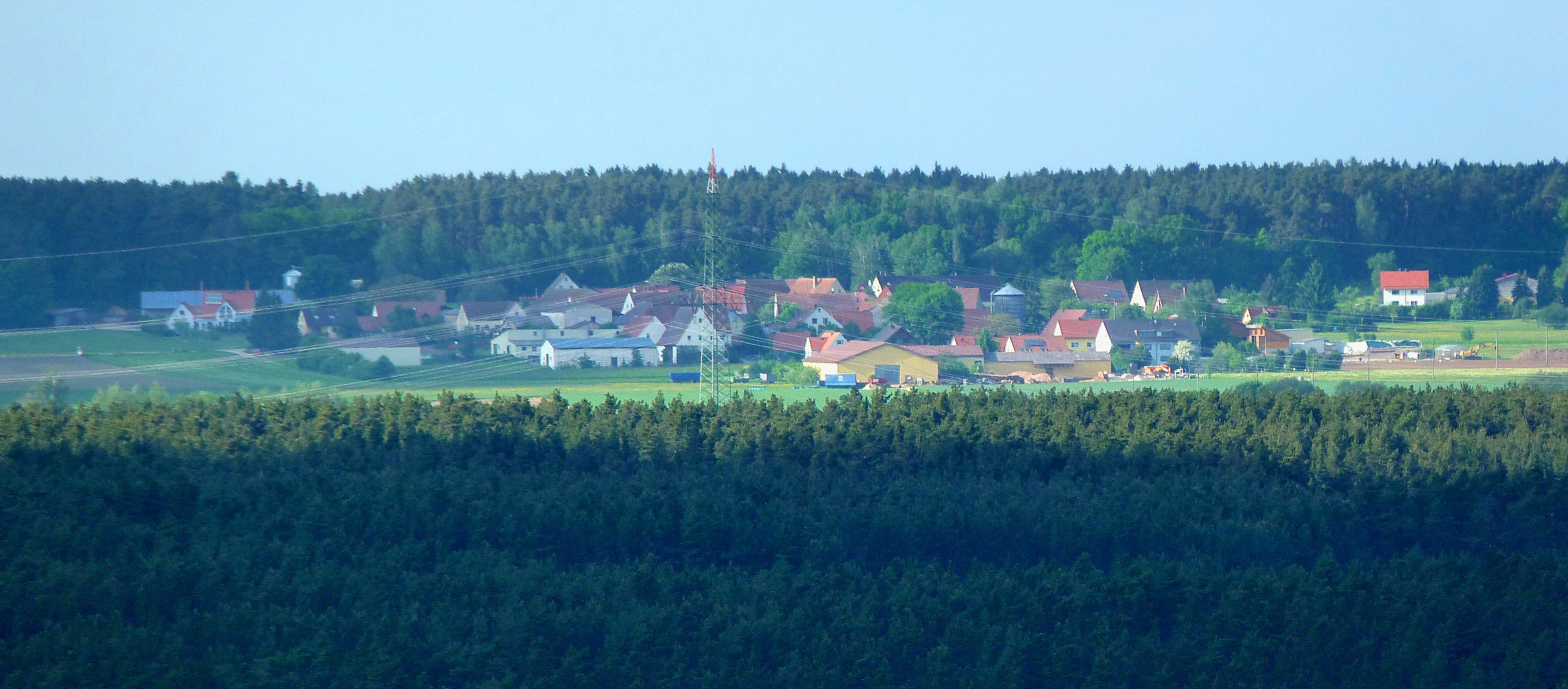
Ortsansicht von Theilenberg aus gesehen

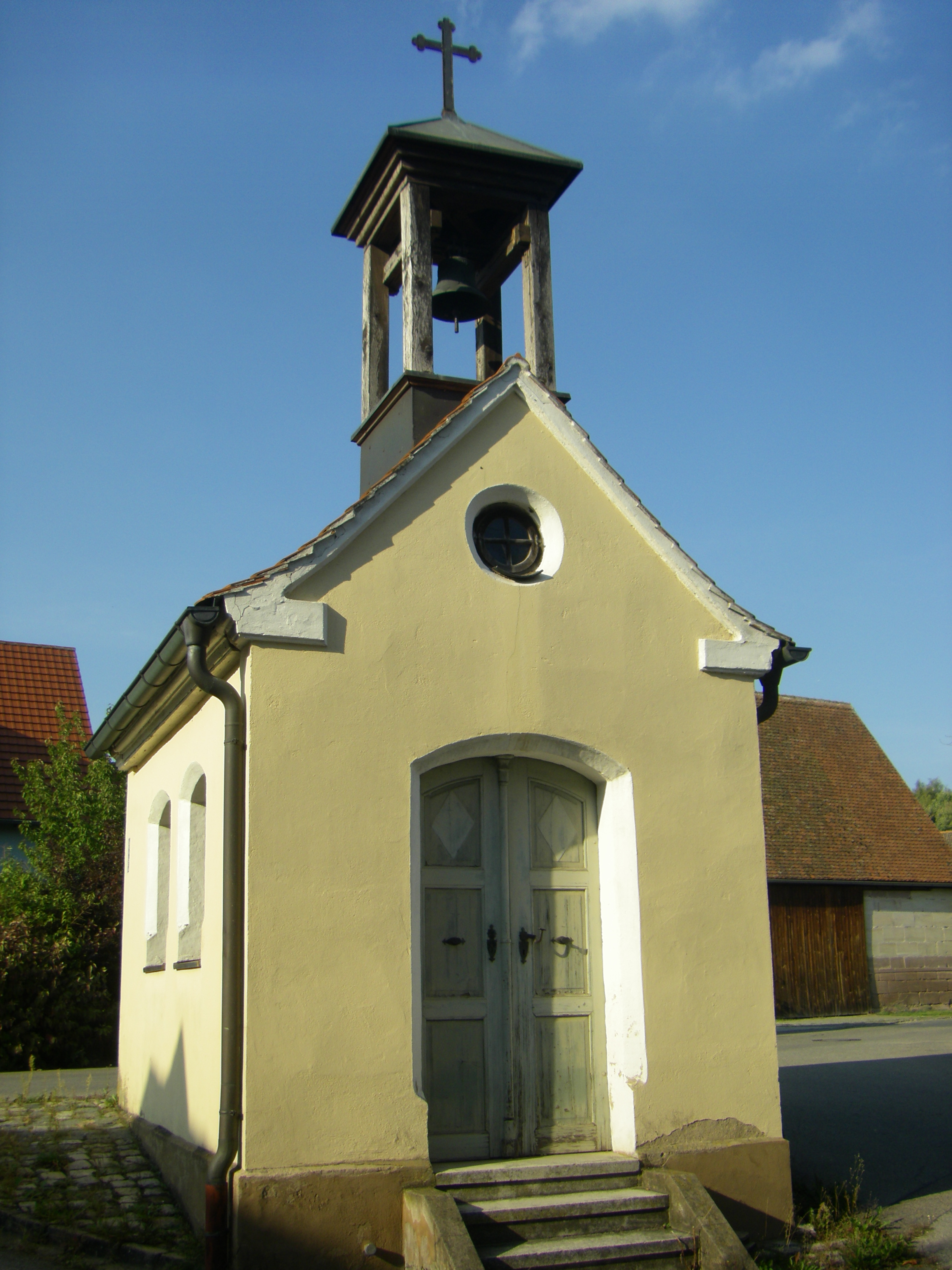
Kapelle

Leipersloh (fränkisch: Laibasch-loa) ist ein Gemeindeteil der Stadt Windsbach im Landkreis Ansbach (Mittelfranken, Bayern). Leipersloh liegt in der Gemarkung Brunn.

## Geografie
Das Dorf ist von den Waldgebieten Holzwinkel (westl.), Brunner Wald (nördl.) und Lache (nordöstl.) umgeben. Im Nordosten liegen auch die Lachweiher und im Nordwesten der Rötelbuck (441 m ü. NHN). Unmittelbar westlich des Ortes entspringt der Hopfengraben, der mit dem Rößigbächlein und Hergersbächl zum Goldbach zusammenfließt, der ein linker Zufluss der Fränkischen Rezat ist.
Eine Gemeindeverbindungsstraße führt die Bundesstraße 466 kreuzend nach Kapsdorf (1,6 km nordöstlich) bzw. nach Wolfsau zur Staatsstraße 2220 (2,5 km südwestlich). Weitere Gemeindeverbindungsstraßen führen zur St 2220 unmittelbar nördlich von Hergersbach (1,3 km südlich), nach Kettersbach zur Kreisstraße AN 15 (1,9 km nördlich) und zur B 466 (1,2 km südöstlich).

## Geschichte
Erstmals erwähnt wurde der Ort 1282 als „Leuberloch“ in einer Urkunde, in der der Erwerb eines Lehens durch Graf Ludwig von Oettingen bestätigt wurde. Der Ortsname leitet sich von einem gleichlautenden Flurnamen ab. Das Grundwort des Flurnamens ist „Lohe“ (=Gehölz, Gebüsch), das Bestimmungswort der Personenname „Luitbert“. Zu dieser Zeit war das Hochstift Eichstätt bereits Lehensherr im Ort. Im eichstättischen Salbuch, das um 1300 entstanden ist, werden für den Ort 4 Huben, 1 Lehen und 1 Forstlehen verzeichnet. Durch die Zertrümmerung der Huben gab es 1407 im Ort 1 Hof, 1 Gut, 9 Gütlein und 1 Schmiede. Für das Kollegiatstift St. Nikolaus zu Spalt wurde in den Salbüchern von 1380, 1517 und 1549 jeweils eine abgabenpflichtige Untertansfamilie in Leipersloh angegeben.
Im 16-Punkte-Bericht des Oberamts Windsbach aus dem Jahr 1608 wurden für Leipersloh 12 Mannschaften verzeichnet: die 8 Höfe und 4 Söldengüter unterstanden alle dem eichstättischen Kastenamt Abenberg. Außerdem gab es ein Gemeindehirtenhaus. Das Hochgericht übte das brandenburg-ansbachische Kasten- und Stadtvogteiamt Windsbach aus. Im Dreißigjährigen Krieg brannten drei Anwesen ab, die übrigen waren verödet. Im Eichstätter Salbuch von 1671 wurde für Leipersloh 10 Untertansfamilien verzeichnet. Erst ab 1693 waren wieder alle Höfe besetzt.
Gegen Ende des 18. Jahrhunderts gab es in Leipersloh 12 Anwesen (7 Höfe, 1 Dreiviertelhof, 3 Güter, 1 Wirtschaft). Das Hochgericht übte das brandenburg-ansbachische Kasten- und Stadtvogteiamt Windsbach aus. Die Dorf- und Gemeindeherrschaft sowie die Grundherrschaft über alle Anwesen hatte das eichstättische Kastenamt Abenberg. Neben den Anwesen gab es noch kommunale Gebäude (Schmiede, Hirtenhaus). Von 1797 bis 1808 unterstand der Ort dem Justiz- und Kammeramt Windsbach. Die Zahl der Anwesen blieb unverändert.
Im Rahmen des Gemeindeedikts wurde Leipersloh dem 1808 gebildeten Steuerdistrikt Bertholdsdorf und der 1810 gegründeten Ruralgemeinde Bertholdsdorf zugeordnet. Mit dem Zweiten Gemeindeedikt (1818) wurde Leipersloh in die neu gebildete Ruralgemeinde Brunn umgemeindet.
Im Jahr 1864 wurde eine Kapelle mit Glockentürmchen errichtet. Sie wurde 1984 von der Stadt Windsbach restauriert.
Am 1. Januar 1972 wurde Leipersloh im Zuge der Gebietsreform in Bayern in die Gemeinde Windsbach eingegliedert.

### Historische Ortskarte

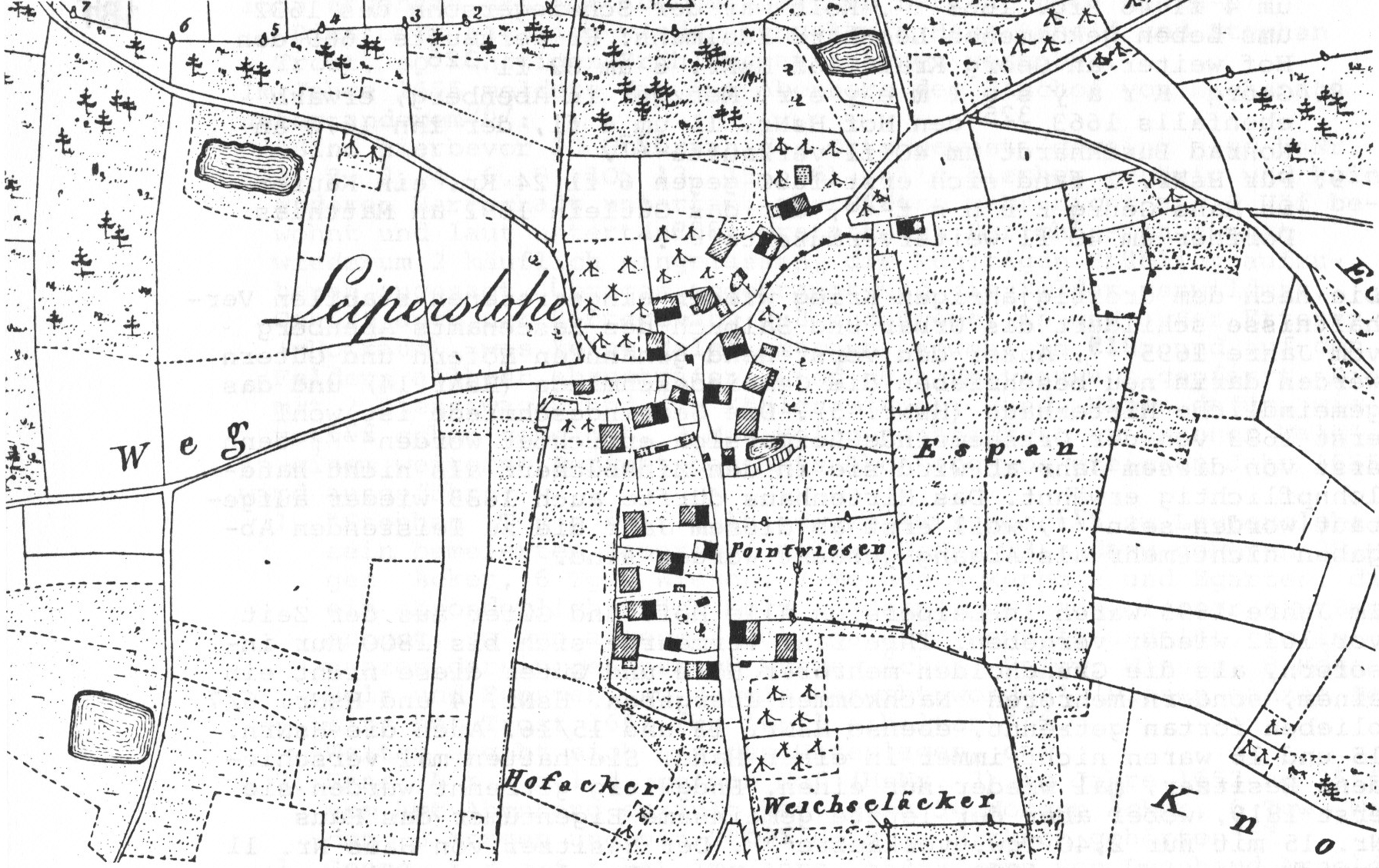
Leipersloh um 1820

### Baudenkmäler
- Ortskapelle: massiver Satteldachbau mit Dachreiter mit Ausstattung.[21]
- Haus Nr. 2: ein Wohnstallhaus mit eingeschossigem Steildachbau aus dem 17./18. Jahrhundert und ein kleines Backhaus als Sandsteinquaderbau mit Satteldach, wohl 19. Jahrhundert[21]
- Haus Nr. 5: ehemaliges Gemeindehäuschen, eingeschossiges Gebäude mit Steildach, massiv, spätes 18. Jahrhundert[21]
- Haus Nr. 10: Gusseisenkruzifixus, vergoldet, auf profiliertem Steinsockel, Mitte 19. Jahrhundert[21]

### Einwohnerentwicklung
| Jahr      | 001805 | 001818 | 001840 | 001861 | 001871 | 001885 | 001900 | 001925 | 001950 | 001961 | 001970 | 001987 |
| Einwohner | 95     | 98     | 104    | 106    | 88     | 100    | 99     | 93     | 127    | 107    | 105    | 119    |
| Häuser    |        | 16     | 16     |        |        | 22     | 20     | 16     | 20     | 19     |        | 29     |
| Quelle    | [ 23 ] | [ 24 ] | [ 25 ] | [ 26 ] | [ 27 ] | [ 28 ] | [ 29 ] | [ 30 ] | [ 31 ] | [ 32 ] | [ 33 ] | [ 1 ]  |

## Religion
Der Ort ist römisch-katholisch geprägt und nach St. Vitus (Veitsaurach) gepfarrt. Seit 1840 gibt es auch evangelische Christen in Leipersloh. Sie sind nach St. Bartholomäus (Barthelmesaurach) gepfarrt.

## Bilder

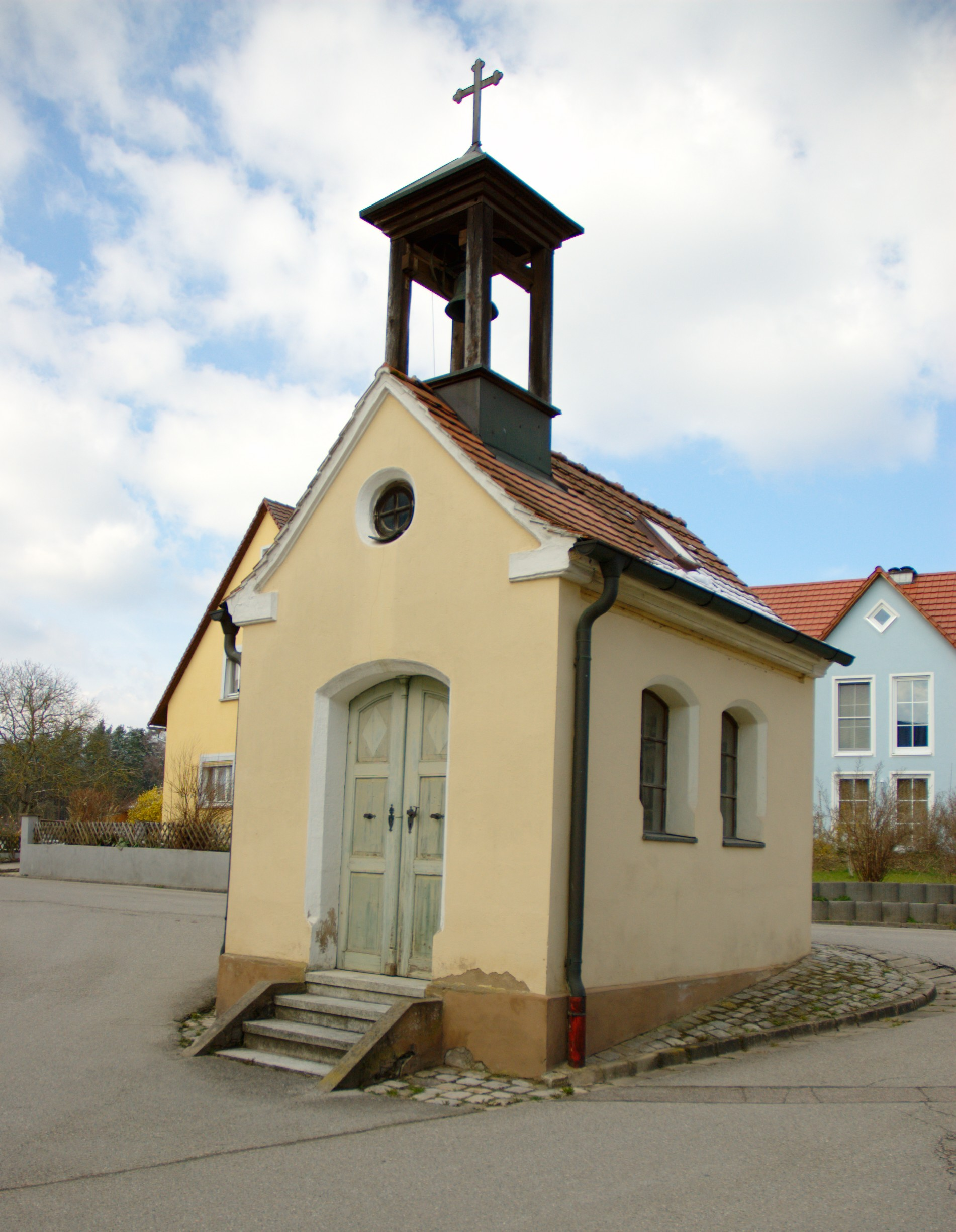
Kapelle
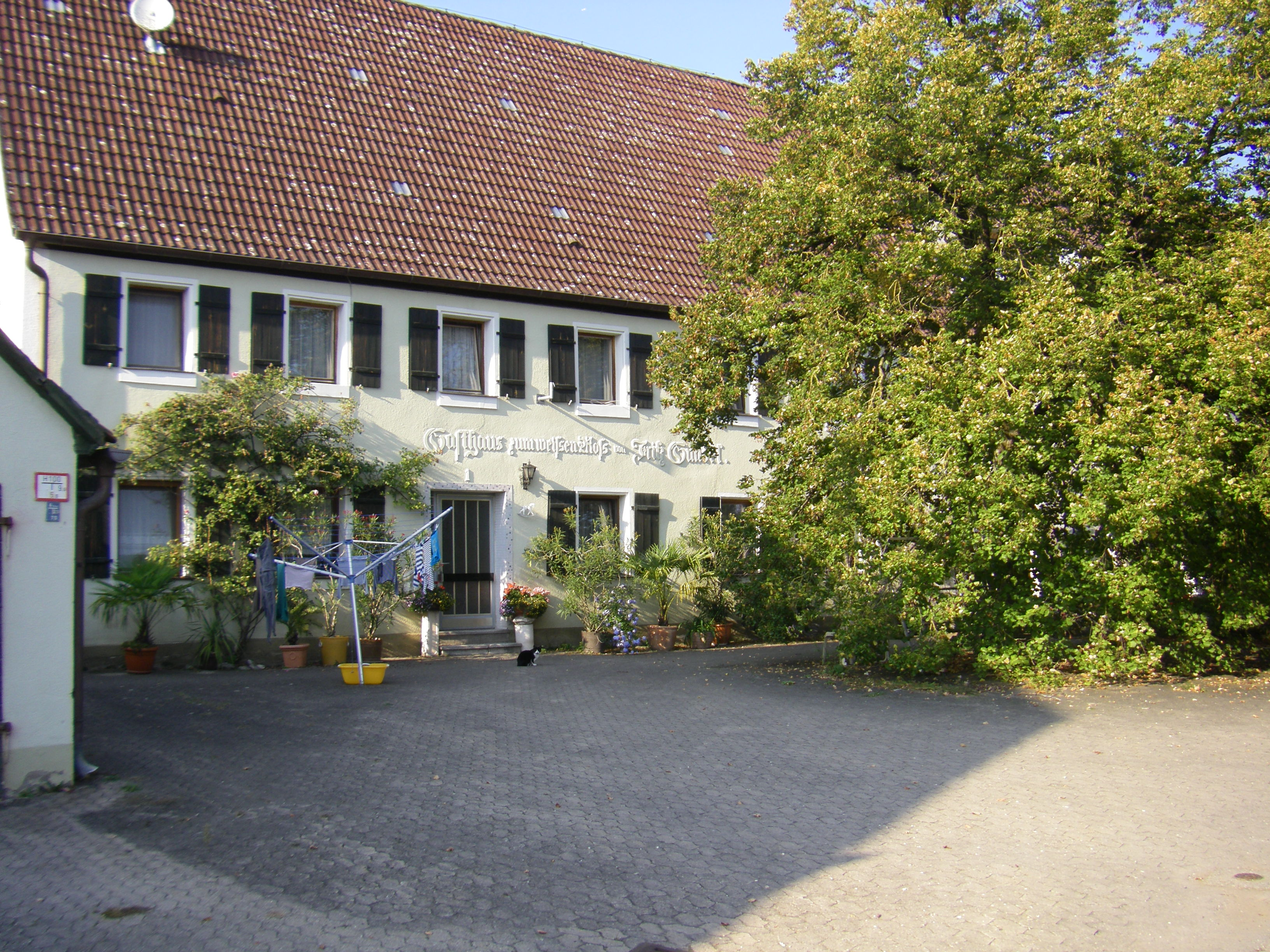
Alte Wirtschaft
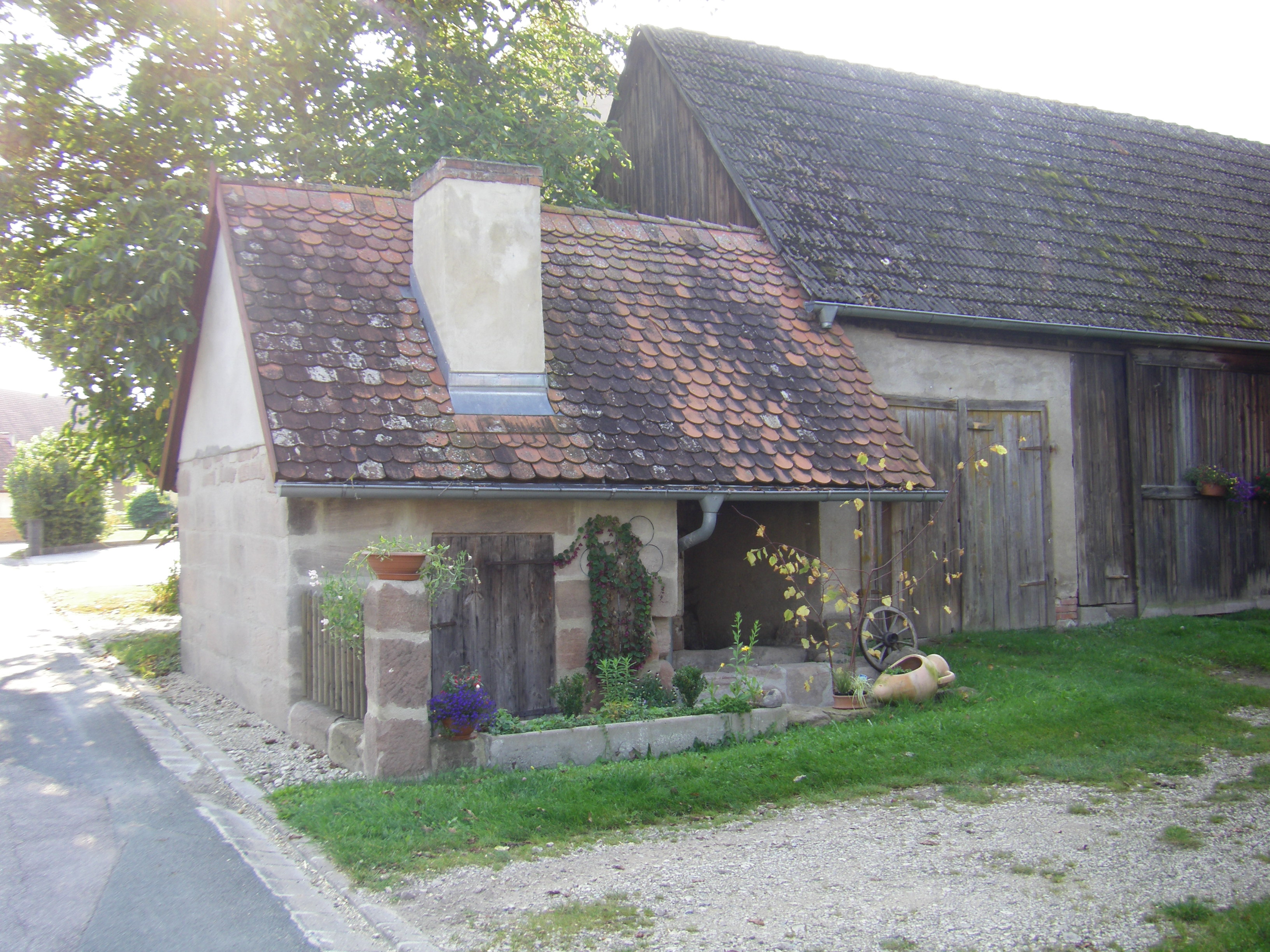
Backhaus
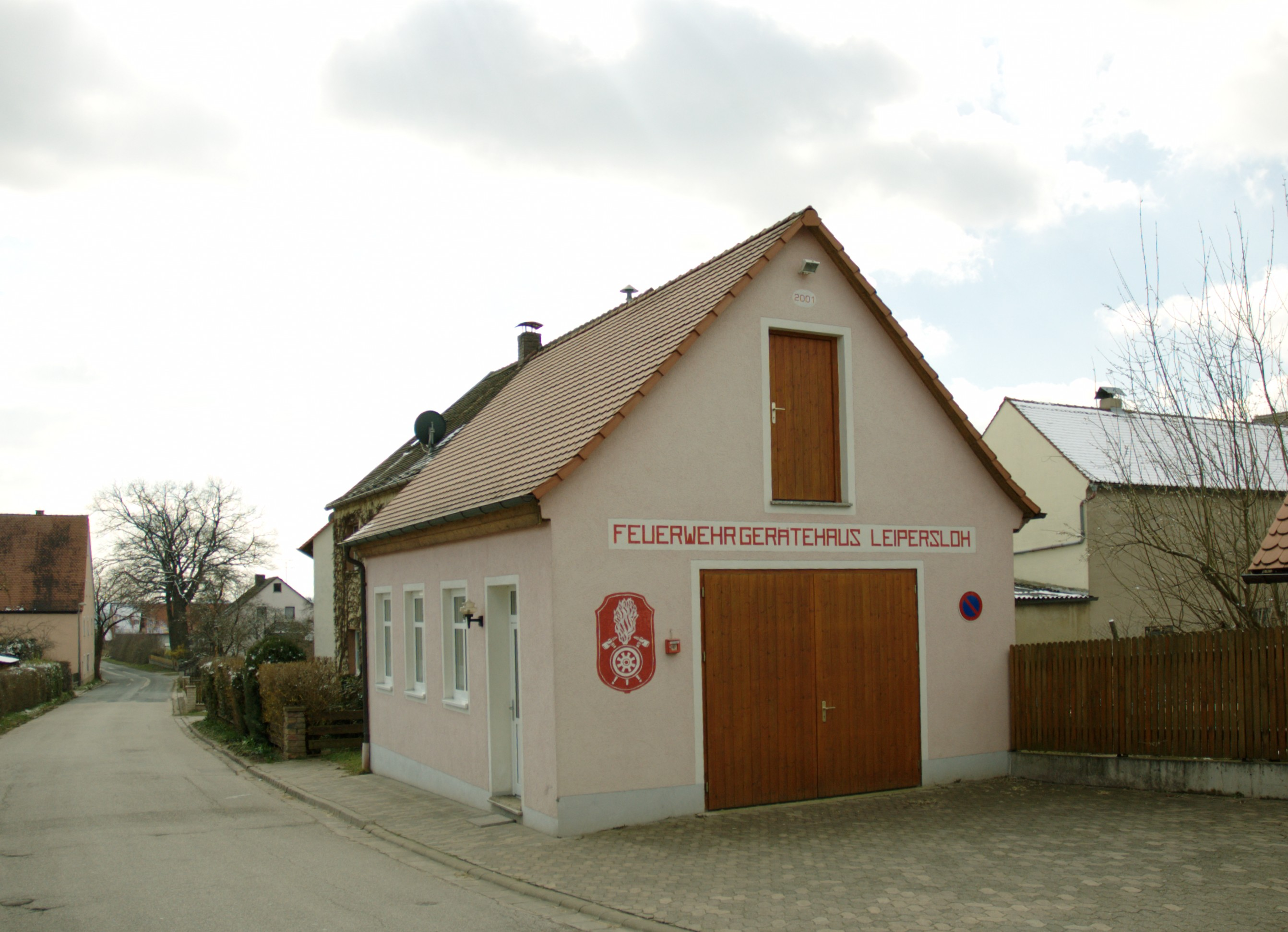
Feuerwehrhaus
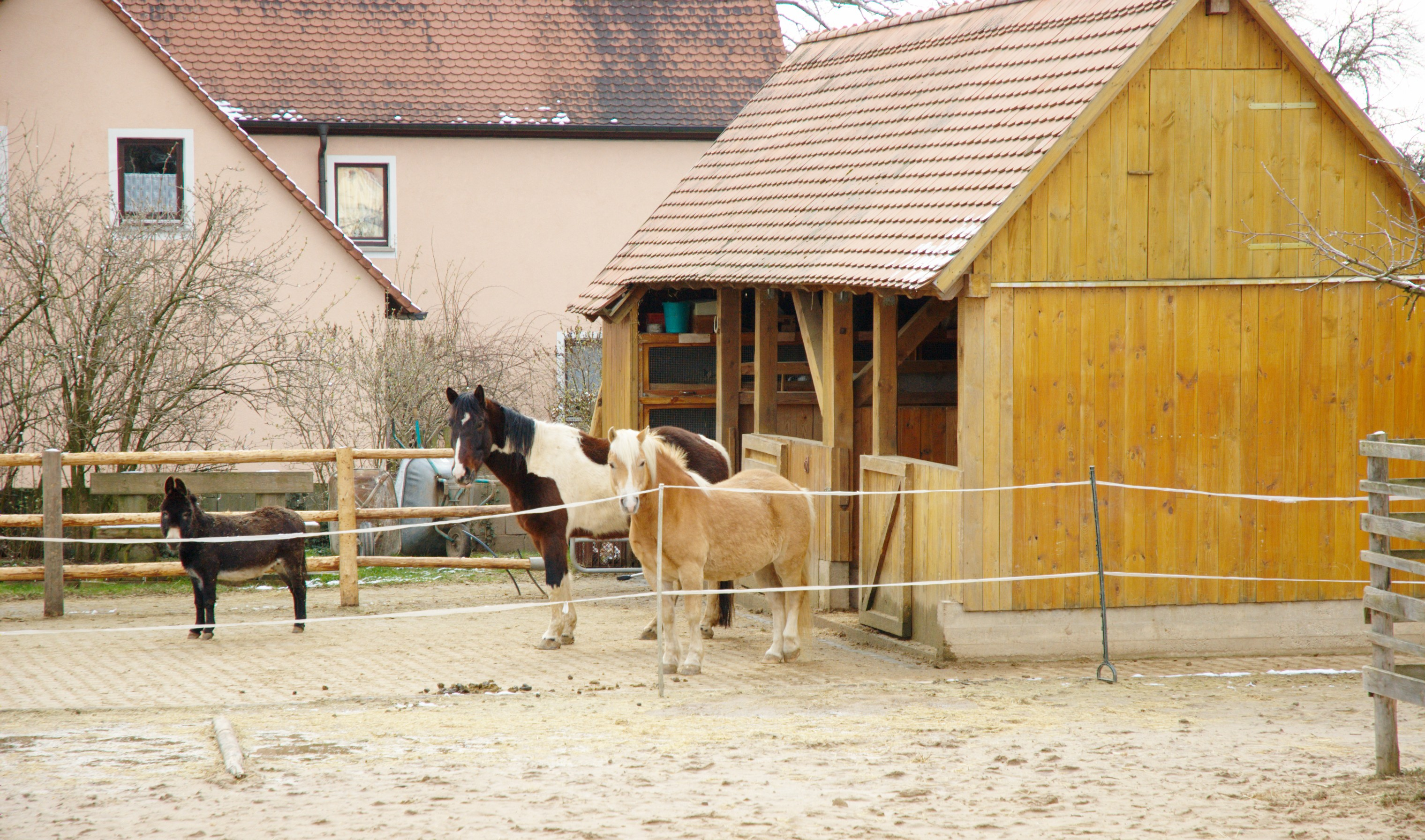
Pferdekoppel